# Mikoyan-Gurevich I-250
El Mikoyan-Gurevich I-250 (En ocasiones también denominado MiG-13, y conocido por la designación de fábrica aeronave N) era parte de un programa intensivo soviético de 1944 para desarrollar un caza de altas prestaciones para intentar contrarrestar al turborreactor alemán Me-262.

## Diseño
Aunque el aparato, era de diseño altamente convencional ya que era un monoplano de ala baja cantilever, con ala de sección delgada y tren de aterrizaje con rueda de cola y unidades de principales retráctiles, tenía un sistema de propulsión inusual por lo novedoso. Su rudimentario reactor, consistía en un motor lineal de 12 cilindros Klimov VK-107R montado convencionalmente, que hacía girar una hélice tractora, pero engranado asimismo de manera que, por medio de un eje de transmisión, moviese un compresor Khalschevnikov con siete quemadores de combustible, que producían flujo propulsor conducido y acelerado a través de una tobera posterior variable. Esta configuración mixta del I-250 tenía una potencia combinada de 2800 cv, a una cota estabilizada de 7000 m y proporcionaba una velocidad máxima de 825 km/h (513 mph), pero no por más de 10 minutos. Sin el motor a reacción, la velocidad máxima, era de 677 km/h (421 mph). El avión, recibía el nombre de I-250 (por istrebitel (caza), literalmente "destructor"), también recibió el código de fábrica: aeronave N. 
El primer prototipo, realizó su vuelo inaugural el 3 de marzo de 1945. El 5 de julio de ese mismo año, se estrelló debido al diseño de la cola, falleciendo en el accidente su piloto, Alexander Deyev. Las pruebas continuaron con un segundo prototipo. Simultáneamente, se encargó la primera hornada de 50 aparatos. Sin embargo, el desarrollo de la aeronave, presentaba numerosos problemas, y no estaba listo aún para pasar del estado de evaluación. Mientras tanto, los diseñadores soviéticos, construyeron sus primeros caza a reacción reales; el MiG-9 y el Yak-15, que convirtieron al I-250 en un objeto obsoleto. Por consiguiente, a comienzos de 1947 la Fuerza Aérea Soviética canceló su desarrollo. Se decidió pasar los planos del aparato a la aviación naval, pero no llegó a pasar del estado de evaluación, y fue cancelado en 1948. 
De acuerdo con las fuentes de la época, los 50 aparatos, fueron construidos a finales de 1945, y sirvieron en las Flota del Norte y Septentrional hasta 1950 bajo la designación MiG-13. Sin embargo, las fuentes rusas más recientes, declaran que solo un pequeño número de aparatos (entre 10 y 20) fue terminado, y no hay evidencias de que entraran en servicio o de que se les asignara oficialmente la designación  MiG-13, la cual, se pudo haber reservado para los aviones de serie una vez que el I-250 hubiera pasado las pruebas.

## Operadores
Unión Soviética
- Aviación Naval Soviética

## Especificaciones (I-250)

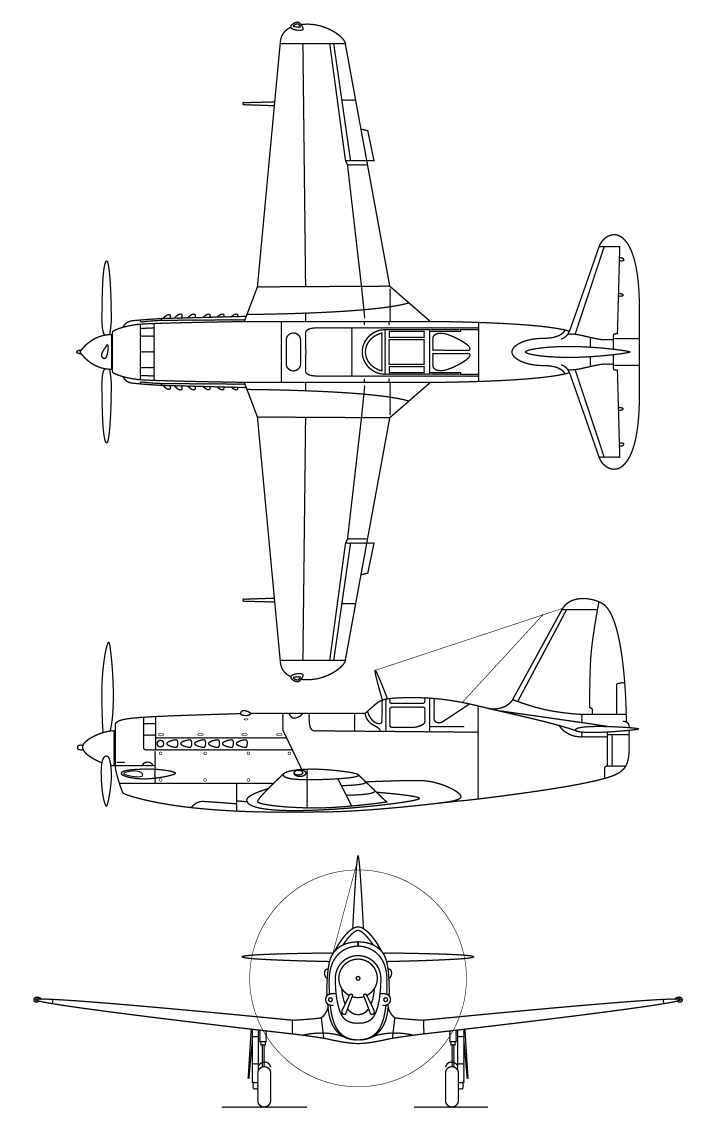

Referencia datos: 

### Características generales
- Tripulación: 1
- Longitud: 8,2 m (26,9 pies)
- Envergadura: 9,5 m (31,1 pies)
- Altura: 3,7 m (12,1 pies)
- Superficie alar: 15 m² (161,4 pies²)
- Peso vacío: 2.935 kg (6.470 lb)
- Peso cargado: 3.680 kg (8.113 lb)
- Planta motriz:
  - 1× motor a reacción compresor Khalschevnikov VDRK.
    - Empuje normal: 600 kgf 1.322 lbf de empuje.

  - 1× V12 refrigerado por líquido Klimov VK-107R.
    - Potencia: 1.650 CV 1.230 kW cada uno.

### Rendimiento
- Velocidad máxima operativa (Vno): 825 km/h 512,6 mph
- Alcance: 1.380 km 857 millas
- Techo de vuelo: 11.900 m 39.041 pies
- Régimen de ascenso: 1.086 m/min 3.562 pies/min

### Armamento
- Armas de proyectiles: 3 cañón Beresin B-20 de 20 mm con 100 proyectiles por cañón